# قمة المنصور
قمة المنصور (بالإسبانية: Pico Almanzor)‏ هي أعلى جبل في وسط إسبانيا، ويقع ضمن جبال سييرا دي غريدوس في مقاطعة آبلة. يبلغ ارتفاع قمة المنصور 2592 م، وهو جبل جرانيتي.

## التاريخ
اتخذ الجبل اسمه من اسم القائد المسلم المنصور بن أبي عامر حاجب خلافة قرطبة خلال القرن العاشر الميلادي. كان أول من تسلق هذه قمته هو م. غونثالث دي أميثوا وخوسيه إيبريان في سبتمبر 1899.

## وصلات خارجية
- "Almanzor". peakware.com. مؤرشف من الأصل في 2016-03-04.
- "Almanzor". summitpost.org. مؤرشف من الأصل في 2009-01-09.